# Dekeidoryxis asynacta
Dekeidoryxis asynacta är en fjärilsart som först beskrevs av Edward Meyrick 1918.  Dekeidoryxis asynacta ingår i släktet Dekeidoryxis och familjen styltmalar.
Artens utbredningsområde är Nepal. Inga underarter finns listade i Catalogue of Life.